# Conférence de haut niveau sur la paix en Ukraine
La Conférence de haut niveau sur la paix en Ukraine (en allemand : Hochrangige Konferenz zum Frieden in der Ukraine ; en italien : Conferenza di alto livello sulla pace in Ucraina ; en anglais : Summit on Peace in Ukraine) est une conférence internationale destinée à définir les modalités selon lesquelles la guerre russo-ukrainienne pourrait prendre fin. Elle se déroule au Bürgenstock Resort en Suisse, un complexe hôtelier qui a déjà accueilli plusieurs sommets internationaux, les 15 et 16 juin 2024,. Ouverte par la présidente suisse Viola Amherd, la conférence fait suite à une série de quatre réunions internationales préparatoires,.

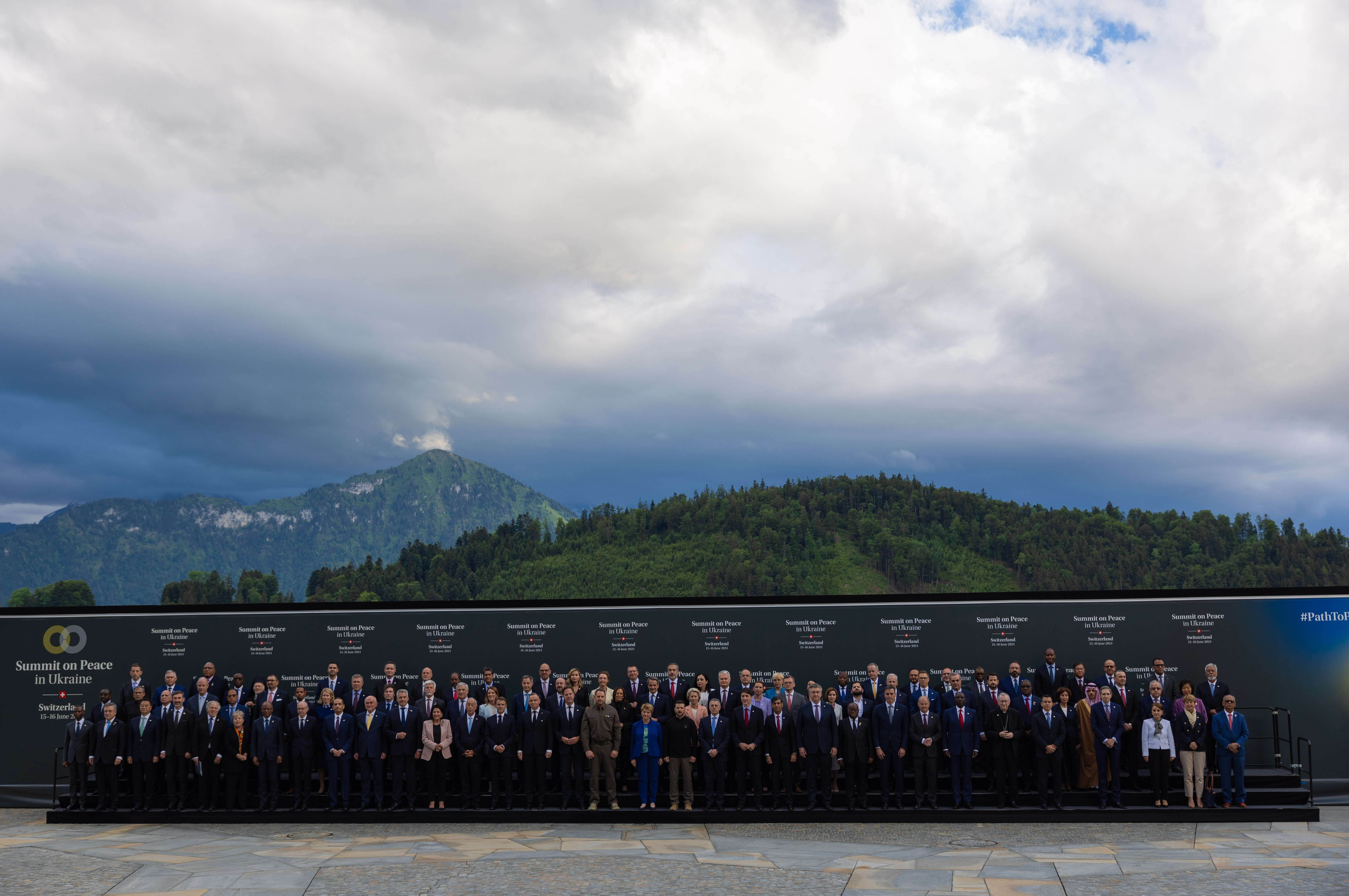
Portrait officiel dans le Canton de Nidwald.

## Contexte

### Proposition ukrainienne en dix points
En novembre 2022, le président ukrainien Volodymyr Zelensky a annoncé un plan de paix en dix points, sur les questions de sécurité nucléaire ; la sécurité alimentaire pour les pays asiatiques et africains ; l'infrastructure énergétique de l'Ukraine ; la libération des prisonniers et le retour des enfants ukrainiens déportés en Russie ; la restauration de la frontière russo-ukrainienne de 1991 ; le retrait des forces russes d'Ukraine ; les poursuites pour crimes de guerre lors de l'invasion russe de l'Ukraine ; la gestion des dommages écologiques provoqués par les combats ; les garanties contre une future agression russe ; une conférence de paix et un traité international,. En décembre 2022, Zelensky a appelé les États du G7 à soutenir ce plan.

### Conférences préliminaires
Quatre conférences internationales visant à la résolution pacifique de l’invasion de l’Ukraine par la Russie ont précédé la conférence suisse de juin 2024,.
Le 24 juin 2023, la première réunion s'est tenue à Copenhague, avec des représentants de l'Ukraine, des États du G7, de l'Union européenne (UE), de l'Inde, de l'Afrique du Sud, du Brésil et de la Turquie, dans le but de mobiliser un vaste soutien international en faveur d'un processus de paix, sur la base de la proposition ukrainienne en dix points. Un responsable de la Commission européenne a déclaré qu'un consensus émergeait lors de la réunion sur le futur processus de paix qui devrait être fondé sur les principes d'intégrité territoriale et de souveraineté de la Charte des Nations unies.
La deuxième réunion s'est tenue les 5 et 6 août 2023 à Djeddah, avec des représentants d'une quarantaine de pays, dont la Chine, l'Inde, les États membres de l'UE, le Brésil, l'Afrique du Sud, l'Indonésie, le Mexique, la Zambie, l'Égypte et les États-Unis. Des accords ont été conclus pour créer des groupes de travail sur les thèmes de la proposition de paix ukrainienne en dix points et un groupe d'ambassadeurs. L'objectif d'organiser une réunion des chefs d'État a été « jugé plausible » pour plus tard en 2023. Selon le Kyiv Post, le plan ukrainien en dix points est « largement » soutenu lors de la réunion.
La troisième réunion a été organisée les 28 et 29 octobre 2023 à Malte entre les conseillers à la sécurité nationale de soixante-cinq États d'Europe, d'Amérique du Sud, du monde arabe, d'Afrique et d'Asie.
La quatrième réunion s'est tenue à la mi-janvier 2024 à Davos avant le Forum économique mondial, avec la participation de représentants de 83 pays et organisations internationales, dont dix-huit d'Asie, sans la Chine, et douze d'Afrique. Le coprésident de la réunion, le ministre suisse des Affaires étrangères, Ignazio Cassis, a déclaré que la réunion avait « clarifié les points à discuter », que ni l'Ukraine ni la Russie n'avaient accepté de concessions territoriales et qu'une réunion de haut niveau n'avait pas été programmée. Le 15 janvier, à l'issue de la réunion, la présidente suisse Viola Amherd a déclaré que la Suisse envisageait d'organiser une « éventuelle conférence de paix ».

## Phase exploratoire et préparatifs
Après des entretiens avec Zelensky en janvier 2024, les responsables suisses ont entamé une phase exploratoire de discussions avec des représentants de l'Union européenne, de la Chine, de l'Inde, de l'Afrique du Sud, du Brésil, de l'Éthiopie et de l'Arabie saoudite en vue d'une éventuelle conférence de paix de haut niveau qui « s'appuie » sur la série des quatre conférences préliminaires.
Le 10 avril 2024, le Conseil fédéral suisse a déclaré que la conférence se tiendrait au Bürgenstock Resort en juin 2024. Les dates possibles suggérées pour la conférence étaient les 16 et 17 juin 2024. Les représentants suisses cherchaient à convaincre de nombreux États de participer, Cassis se rendant dans ce but en Chine et en Inde.
Gabriel Lüchinger du Département fédéral des affaires étrangères et Ignazio Cassis étaient responsables des groupes préparant la conférence.
Une réunion entre responsables de la sécurité et de l'administration du G7 et des pays du Sud, sans représentation russe, devait se tenir au Qatar les 27 et 28 avril 2024 en préparation du sommet de juin.
Avant le sommet de juin, le président ukrainien Volodymyr Zelensky a déclaré fin avril 2024 que les autorités russes avaient « un plan spécifique » pour perturber le sommet, notamment des plans visant à décourager les États de participer.

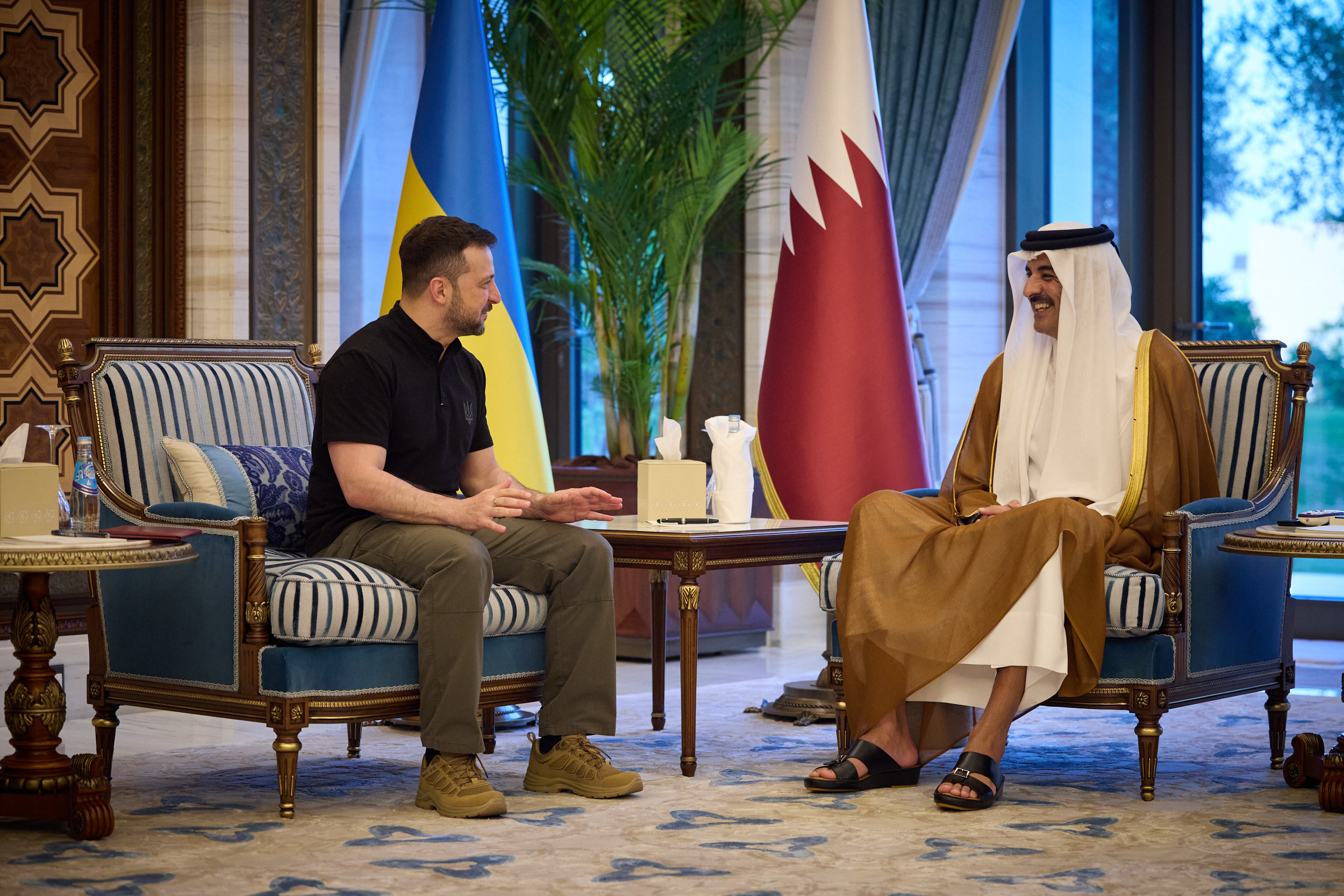
Rencontre entre le président ukrainien Volodymyr Zelensky et l'émir du Qatar Tamim ben Hamad Al Thani le 5 juin 2024.

## Objectifs
La conférence vise à mener un débat de haut niveau sur une « paix globale, juste et durable pour l'Ukraine » dans le contexte du droit international et de la Charte des Nations Unies, et à élaborer des plans pour parvenir à la paix.
Selon le journal The Kyiv Independent, le programme de la conférence comporte des échanges sur la proposition de paix ukrainienne en dix points.
Le Département fédéral suisse des affaires étrangères définit ainsi les objectifs du sommet :
« L'objectif principal du sommet est d'inspirer un futur processus de paix. La conférence vise à
- fournir une plateforme de dialogue sur les moyens de parvenir à une paix globale, juste et durable pour l'Ukraine, fondée sur le droit international et la Charte des Nations unies ;
- promouvoir une compréhension commune d'un cadre normatif pour atteindre cet objectif ;
- définir conjointement une feuille de route sur la manière d'impliquer les deux parties dans un futur processus de paix. »[14]

## Participants

Les pays participants en vert (vert clair pour les simples observateurs) et la Russie en rouge.

### Mise au point de la participation
Au 9 avril 2024, la participation russe n'était pas claire, tandis que la Chine « étudiait la possibilité d'y participer ».
Au 15 mai 2024, des représentants de 160 États et organisations internationales avaient été invités à la conférence. La participation éventuelle de la Chine a été considérée comme une question clé. Un porte-parole du Département fédéral suisse des affaires étrangères a déclaré qu'« être à l'écoute des pays du Sud, qui « joueraient » un rôle clé dans l'éventuelle inclusion de la Russie dans le processus » était important,,.
Au 20 mai 2024, la participation confirmée comprenait celle de chefs d’État et de gouvernement ou d’autres représentants d’Europe (Allemagne, Belgique, Danemark, Espagne, Finlande, France, Géorgie, Italie, Lettonie, Liechtenstein, Pays-Bas, Pologne), d'Afrique (Cap-Vert, Malawi), d'Amérique du Nord (Canada), d'Amérique du Sud (Argentine) et d'Asie (Inde, Japon), ainsi que les dirigeants du Conseil de l'Europe, du Conseil européen et de la Commission européenne. Au 15 mai 2024, cinquante États avaient confirmé leur participation.

### Liste définitive des participants
Le 14 juin 2024, le Département fédéral suisse des affaires étrangères publie la liste des participants ci-dessous.
| États Les États simplement observateurs sont marqués d'un astérisque. | chef de délégation                 | chef d'État, vice-chef d'État ou chef de gouvernement | niveau ministériel | envoyé | États signataires de la déclaration finale (nc : non concerné) |
| --------------------------------------------------------------------- | ---------------------------------- | ----------------------------------------------------- | ------------------ | ------ | -------------------------------------------------------------- |
| Afrique du Sud                                                        | Sydney Mufamadi                    |                                                       |                    | oui    | non                                                            |
| Albanie                                                               | Bajram Begaj                       | oui (président)                                       |                    |        | oui                                                            |
| Allemagne                                                             | Olaf Scholz                        | oui (chancelier)                                      |                    |        | oui                                                            |
| Andorre                                                               | Xavier Espot Zamora                | oui (premier ministre)                                |                    |        | oui                                                            |
| Arabie saoudite                                                       | Fayçal ben Farhan al-Saoud (en)    |                                                       | oui                |        | non                                                            |
| Argentine                                                             | Javier Milei                       | oui (président)                                       |                    |        | oui                                                            |
| Arménie                                                               | Armen Grigoryan                    |                                                       | oui                |        | non                                                            |
| Australie                                                             | Bill Shorten                       |                                                       | oui                |        | oui                                                            |
| Autriche                                                              | Karl Nehammer                      | oui (chancelier)                                      |                    |        | oui                                                            |
| Bahreïn                                                               | Abdullatif Al Zayani               |                                                       | oui                |        | non                                                            |
| Belgique                                                              | Alexander De Croo                  | oui (premier ministre)                                |                    |        | oui                                                            |
| Bénin                                                                 | Olushegung Adjadi Bakari           |                                                       | oui                |        | oui                                                            |
| Bosnie-Herzégovine                                                    | Denis Bećirović                    | oui (président du Collège présidentiel)               |                    |        | oui                                                            |
| Brésil *                                                              | Cláudia Fonseca Buzzi              |                                                       | oui                |        | nc                                                             |
| Bulgarie                                                              | Dimitar Borissov Glavtchev         | oui (premier ministre intérimaire)                    |                    |        | oui                                                            |
| Canada                                                                | Justin Trudeau                     | oui (premier ministre)                                |                    |        | oui                                                            |
| Cap-Vert                                                              | José Ulisses Correia e Silva       | oui (premier ministre)                                |                    |        | oui                                                            |
| Chili                                                                 | Gabriel Boric Font                 | oui (président)                                       |                    |        | oui                                                            |
| Chypre                                                                | Níkos Christodoulídis              | oui (président)                                       |                    |        | oui                                                            |
| Colombie                                                              | Gustavo Petro                      | oui (président)                                       |                    |        | non                                                            |
| Comores                                                               | Dhoulkamal Dhoihir                 |                                                       | oui                |        | oui                                                            |
| Corée du Sud                                                          | Kisun Bang                         |                                                       | oui                |        | oui                                                            |
| Costa Rica                                                            | Stephan Brunner Neibig             | oui (vice-président)                                  |                    |        | oui                                                            |
| Côte d'Ivoire                                                         | Alassane Ouattara                  | oui (président)                                       |                    |        | oui                                                            |
| Croatie                                                               | Andrej Plenković                   | oui (premier ministre)                                |                    |        | oui                                                            |
| Danemark                                                              | Mette Frederiksen                  | oui (première ministre)                               |                    |        | oui                                                            |
| République dominicaine                                                | Luis Rodolfo Abinader Corona       | oui (président)                                       |                    |        | oui                                                            |
| Émirats arabes unis                                                   | Anwar Gargash                      |                                                       |                    | oui    | non                                                            |
| Équateur                                                              | Daniel Noboa                       | oui (président)                                       |                    |        | oui                                                            |
| Espagne                                                               | Pedro Sánchez                      | oui (président du Gouvernement)                       |                    |        | oui                                                            |
| Estonie                                                               | Kaja Kallas                        | oui (première ministre)                               |                    |        | oui                                                            |
| États-Unis d'Amérique                                                 | Kamala Harris                      | oui (vice-présidente)                                 |                    |        | oui                                                            |
| Fidji                                                                 | Ratu Wiliame Katonivere            | oui (président)                                       |                    |        | oui                                                            |
| Finlande                                                              | Alexander Stubb                    | oui (président)                                       |                    |        | oui                                                            |
| France                                                                | Emmanuel Macron                    | oui (président)                                       |                    |        | oui                                                            |
| Gambie                                                                | Ismaila Ceesay                     |                                                       | oui                |        | oui                                                            |
| Géorgie                                                               | Salomé Zourabichvili               | oui (présidente)                                      |                    |        | oui                                                            |
| Ghana                                                                 | Nana Akufo-Addo                    | oui (président)                                       |                    |        | oui                                                            |
| Grèce                                                                 | Kyriákos Mitsotákis                | oui (premier ministre)                                |                    |        | oui                                                            |
| Guatemala                                                             | Bernardo Arévalo                   | oui (président)                                       |                    |        | oui                                                            |
| Hongrie                                                               | Péter Szijjártó                    |                                                       | oui                |        | oui                                                            |
| Inde                                                                  | Pavan Kapoor                       |                                                       | oui                |        | non                                                            |
| Indonésie                                                             | I Gede Ngurah Swajaya (en)         |                                                       |                    | oui    | non                                                            |
| Irak                                                                  | Hussein Fouad                      |                                                       | oui                |        | non                                                            |
| Irlande                                                               | Simon Harris                       | oui (premier ministre)                                |                    |        | oui                                                            |
| Islande                                                               | Bjarni Benediktsson                | oui (premier ministre)                                |                    |        | oui                                                            |
| Italie                                                                | Giorgia Meloni                     | oui (présidente du Conseil)                           |                    |        | oui                                                            |
| Japon                                                                 | Fumio Kishida                      | oui (premier ministre)                                |                    |        | oui                                                            |
| Jordanie                                                              | Ibrahim Al Jazi                    |                                                       | oui                |        | non                                                            |
| Kenya                                                                 | William Ruto                       | oui (président)                                       |                    |        | oui                                                            |
| Kosovo                                                                | Vjosa Osmani                       | oui (présidente)                                      |                    |        | oui                                                            |
| Lettonie                                                              | Edgars Rinkēvičs                   | oui (président)                                       |                    |        | oui                                                            |
| Liberia                                                               | Natu Oswald Tweh                   |                                                       | oui                |        | oui                                                            |
| Libye                                                                 | Mohammed el-Menfi                  | oui (président du Conseil présidentiel)               |                    |        | non                                                            |
| Liechtenstein                                                         | Daniel Risch                       | oui (premier ministre)                                |                    |        | oui                                                            |
| Lituanie                                                              | Gitanas Nausėda                    | oui (président)                                       |                    |        | oui                                                            |
| Luxembourg                                                            | Luc Frieden                        | oui (premier ministre)                                |                    |        | oui                                                            |
| Macédoine du Nord                                                     | Gordana Siljanovska-Davkova        | oui (présidente)                                      |                    |        | oui                                                            |
| Malte                                                                 | Myriam Spiteri Debono              | oui (présidente)                                      |                    |        | oui                                                            |
| Mexique                                                               | Alicia Bárcena Ibarra              |                                                       | oui                |        | non                                                            |
| Moldavie                                                              | Maia Sandu                         | oui (première ministre)                               |                    |        | oui                                                            |
| Monaco                                                                | Isabelle Berro-Amadeï              |                                                       | oui                |        | oui                                                            |
| Monténégro                                                            | Jakov Milatović                    | oui (président)                                       |                    |        | oui                                                            |
| Norvège                                                               | Jonas Gahr Støre                   | oui (premier ministre)                                |                    |        | oui                                                            |
| Nouvelle-Zélande                                                      | Mark Mitchell                      |                                                       | oui                |        | oui                                                            |
| Palaos                                                                | Surangel Whipps Jr.                | oui (président)                                       |                    |        | oui                                                            |
| Pays-Bas                                                              | Mark Rutte                         | oui (premier ministre)                                |                    |        | oui                                                            |
| Pérou                                                                 | Javier González-Olaechea           |                                                       | oui                |        | oui                                                            |
| Philippines                                                           | Carlito Jr. Galvez                 |                                                       | oui                |        | oui                                                            |
| Pologne                                                               | Andrzej Duda                       | oui (président)                                       |                    |        | oui                                                            |
| Portugal                                                              | Marcelo Rebelo de Sousa            | oui (président)                                       |                    |        | oui                                                            |
| Qatar                                                                 | Mohammed ben Abderrahmane Al Thani | oui (premier ministre)                                |                    |        | oui                                                            |
| Roumanie                                                              | Luminița Odobescu                  |                                                       | oui                |        | oui                                                            |
| Royaume-Uni                                                           | Rishi Sunak                        | oui (premier ministre)                                |                    |        | oui                                                            |
| Rwanda                                                                | Vincent Biruta                     |                                                       | oui                |        | non                                                            |
| Saint-Marin                                                           | Luca Beccari                       |                                                       | oui                |        | oui                                                            |
| Saint-Siège *                                                         | Pietro Parolin                     |                                                       | oui                |        | nc                                                             |
| Sao Tomé-et-Principe                                                  | Gareth Guadalupe                   |                                                       | oui                |        | oui                                                            |
| Serbie                                                                | Marko Đurić                        |                                                       | oui                |        | oui                                                            |
| Singapour                                                             | Ann Sim                            |                                                       | oui                |        | oui                                                            |
| Slovaquie                                                             | Juraj Blanár                       |                                                       | oui                |        | oui                                                            |
| Slovénie                                                              | Nataša Pirc Musar                  | oui (présidente)                                      |                    |        | oui                                                            |
| Somalie                                                               | Hassan Sheikh Mohamoud             | oui (président)                                       |                    |        | oui                                                            |
| Suriname                                                              | Albert Ramdin                      |                                                       | oui                |        | oui                                                            |
| Suède                                                                 | Ulf Kristersson                    | oui (premier ministre)                                |                    |        | oui                                                            |
| Suisse                                                                | Viola Amherd                       | oui (présidente de la Confédération)                  |                    |        | oui                                                            |
| Tchéquie                                                              | Petr Pavel                         | oui (président)                                       |                    |        | oui                                                            |
| Thaïlande                                                             | Russ Jalichandra                   |                                                       | oui                |        | non                                                            |
| Timor oriental                                                        | Xanana Gusmão                      | oui (premier ministre)                                |                    |        | oui                                                            |
| Turquie                                                               | Hakan Fidan                        |                                                       | oui                |        | oui                                                            |
| Ukraine                                                               | Volodymyr Zelensky                 | oui (président)                                       |                    |        | oui                                                            |
| Uruguay                                                               | Omar Paganini                      |                                                       | oui                |        | oui                                                            |

La liste comprend cinquante-sept chefs d'État, vice-chefs d'État ou chefs de gouvernement, trente ministres et cinq « envoyés », représentant 92 pays.
La Russie et la Chine ne sont pas représentées.
Plusieurs organisations internationales sont également présentes :
| Organisations Les organisations simplement observatrices sont marquées d'un astérisque. | chef de délégation      | fonction                                                                              | Organisations signataires de la déclaration finale |
| --------------------------------------------------------------------------------------- | ----------------------- | ------------------------------------------------------------------------------------- | -------------------------------------------------- |
| Commission européenne                                                                   | Ursula von der Leyen    | Présidente                                                                            | oui                                                |
| Conseil de l'Europe                                                                     | Marija Pejčinović Burić | Secrétaire générale                                                                   | oui                                                |
| Conseil européen                                                                        | Charles Michel          | Président                                                                             | oui                                                |
| Organisation des États américains                                                       | Luis Almagro            | Secrétaire général                                                                    |                                                    |
| Organisation pour la sécurité et la coopération en Europe                               | Ian Borg                | Président                                                                             |                                                    |
| Parlement européen                                                                      | Roberta Metsola         | Présidente                                                                            | oui                                                |
| Patriarcat œcuménique de Constantinople *                                               | Bartholomée Ier         | Patriarche de Constantinople                                                          |                                                    |
| Organisation des Nations unies *                                                        | Rosemary DiCarlo        | Secrétaire générale adjointe aux affaires politiques et à la consolidation de la paix |                                                    |

## Déclaration conclusive

Communiqué conjoint sur le cadre pour la paix dans trois domaines (sécurité alimentaire, nucléaire et humanitaire):
Soutenu
N'a pas soutenu, ou simple observateur
Russie (absente au sommet)

Au terme du sommet, la plupart des participants publient le 16 juin un communiqué commun, dont la liste des signataires figure dans le tableau des participants (cf supra).
Dans ce communiqué, les signataires déclarent que « la guerre que la Fédération de Russie mène actuellement contre l'Ukraine continue de causer des souffrances humaines et des destructions à grande échelle et de créer des risques et des crises ayant des répercussions à l'échelle mondiale. Nous nous sommes réunis en Suisse les 15 et 16 juin 2024 pour renforcer un dialogue de haut niveau sur les moyens de parvenir à une paix globale, juste et durable pour l'Ukraine. Nous avons réitéré les résolutions A/RES/ES-11/1 et A/RES/ES-11/6 adoptées par l'Assemblée générale des Nations unies et souligné notre engagement à respecter le droit international, y compris la Charte des Nations unies. Ce sommet s'est appuyé sur les discussions antérieures qui ont eu lieu sur la base de la formule de paix de l'Ukraine et d'autres propositions de paix qui sont conformes au droit international, y compris à la Charte des Nations unies. » [...] « ...nous réaffirmons notre engagement à nous abstenir de recourir à la menace ou à l'usage de la force contre l'intégrité territoriale ou l'indépendance politique de tout État, les principes de souveraineté, d'indépendance et d'intégrité territoriale de tous les États, y compris l'Ukraine, à l'intérieur de leurs frontières internationalement reconnues, y compris les eaux territoriales, et le règlement des différends par des moyens pacifiques, en tant que principes du droit international. ».
Les signataires déclarent partager « la même vision des aspects suivants :
- Premièrement, toute utilisation de l'énergie nucléaire et des installations nucléaires doit être sûre, sécurisée, protégée et respectueuse de l'environnement. Les centrales et installations nucléaires ukrainiennes, y compris la centrale nucléaire de Zaporijjia, doivent fonctionner de manière sûre et sécurisée sous le contrôle souverain de l'Ukraine, conformément aux principes de l'Agence internationale de l'énergie atomique et sous sa supervision. Toute menace ou utilisation d'armes nucléaires dans le contexte de la guerre en cours contre l'Ukraine est inadmissible.
- Deuxièmement, la sécurité alimentaire mondiale dépend de la fabrication et de la fourniture ininterrompues de produits alimentaires. À cet égard, la navigation commerciale libre, complète et sûre, ainsi que l'accès aux ports maritimes de la mer Noire et de la mer d'Azov, sont essentiels. Les attaques contre les navires marchands dans les ports et tout au long des voies maritimes, ainsi que contre les ports civils et les infrastructures portuaires civiles, sont inacceptables. La sécurité alimentaire ne doit en aucun cas être militarisée. Les produits agricoles ukrainiens doivent être fournis librement et en toute sécurité aux pays tiers intéressés.
- Troisièmement, tous les prisonniers de guerre doivent être libérés dans le cadre d'un échange complet. Tous les enfants ukrainiens déportés et déplacés illégalement, ainsi que tous les autres civils ukrainiens détenus illégalement, doivent être rendus à l'Ukraine. »[29].

## Réactions
La Russie réagit dès le 17 juin ; le porte-parole de la présidence russe, Dmitri Peskov, déclare que « si on parle des résultats de cette rencontre, ils sont proches de zéro » et que « toute discussion sérieuse n’a aucun avenir sans la présence de la Russie ».
Le 20 juin, le ministère des affaires étrangères turc demande des explications à la Suisse quant à la participation du Patriarche Bartholomée Ier de Constantinople à ce sommet, considérant que son statut ne lui permet pas de participer à ce genre d'évènement.